# Lycomorpha fulgens
Lycomorpha fulgens är en fjärilsart som beskrevs av H.Edwards 1881. Lycomorpha fulgens ingår i släktet Lycomorpha och familjen björnspinnare. Inga underarter finns listade i Catalogue of Life.